# Legacy (песня Эминема)
«Legacy» (с англ. — «Наследие») — песня американского рэпера Эминема. Композиция является шестой в списке песен восьмого студийного альбома The Marshall Mathers LP 2, вышедшего в 2013 году. Трек был спродюсирован Эмилем Хейни, принимавший также участие в написании песни вместе с Эминемом, Дэвидом Бруком, а также российской певицей Полиной Гудиевой, исполнившей припев «Legacy». Композиция рассказывает о тяжёлом детстве Эминема. После выхода альбома песня получила в целом положительные отзывы музыкальных критиков, отмечавшие глубоко личный характер композиции. «Legacy» заняла 44-е место в американском чарте Billboard Hot R&B/Hip-Hop Songs, а также стала одной из официальных песен WrestleMania XXX.

## Предыстория и запись
Начало «Legacy» было написано во время сессий записи американо-российской певицей Полиной Гудиевой и американским автором песен Дэвидом Бруком в Нью-Йорке. До «Legacy» певица была подписана на лейбл Ultra Music и писала танцевальную музыку. Несколько месяцев спустя Полина посетила исполнительного директора Interscope Нила Якобсона, который после прослушивания записи сказал: «Никому это не играй. Это запись Эминема». На следующей неделе Полина и Брук встретились с Эмилем Хейни, где тот спродюсировал песню и отправил готовый результат Эминему. Рэпер написал рэп-куплеты, а вокал певицы в припеве оставил нетронутым. Благодаря продюсированию и общему тону композиции «Legacy» удостаивалась сравнения с хитом Эминема «Stan». Рифмы в тексте остались оригинальными, поскольку Эминем хотел бросить вызов самому себе. Позднее российская певица заявила, что Эминем стал человеком, изменившим её жизнь.

## Композиция и тематика текста
Песня в первую очередь рассказывает о непростом детстве и воспитании Эминема в Детройте. Текст «Legacy» является своеобразным зеркальным отражением «Lose Yourself», показывая то, насколько важна была музыка в жизни тогдашнего молодого музыканта. В песне он цитирует хардкорную хип-хоп группу Onyx в качестве примера того, что он слушал бы в то время. Музыкант также рассказывает о своей застенчивости и трудном характере, как его запихивали в школьный шкафчик, и о приобретении самоуважения и надежды благодаря рэпу. Он заявляет, что рэп — это его наследие, и факт того, что его мозг был «по-другому построен», того стоил.
Эминем заявил, что хотел, чтобы эта песня стала «самоутверждением» для тех, в кого никто не верил. Помимо всего прочего, текст «Legacy» содержит многочисленные отсылки на американский футбол, в частности упоминаются команды «Детройт Лайонс», «Нью-Йорк Джайентс», «Атланта Фэлконс», «Майами Долфинс», игроки Брайан Докинз, Дик Баткас и Брайан Болдингер. Наиболее примечательно упоминание худшего сезона «Детройт Лайонс», в котором они проиграли все шестнадцать матчей подряд и ни разу не победили. Участник Onyx Фредро Старр похвалил Эминема за упоминание группы и отметил, что это связывает пластинки The Marshall Mathers LP и The Marshall Mathers LP 2, поскольку участник Onyx Sticky Fingaz принимал участие в песне «Remember Me?».

## Отзывы критиков
«Legacy» получила положительные отзывы от музыкальных критиков. Энди Гилл из газеты The Independent назвал «Legacy» одной из лучших песен альбома. Грег Кот из Chicago Tribune написал: «„Legacy“ повторяет формулу хита эпохи The Marshall Mathers LP — „Stan“, с интроспективными рифмами, привязанными к женскому вокалу». Габриэль Альварес из Complex заявил: «„Legacy“ — уникальная запись в каталоге Эминема, потому что она показывает его эмоциональный рост. Он разгребал дерьмо всю свою жизнь и часто, казалось, не мог простить свою мать, своих недоброжелателей и, в конечном итоге, самого себя за всё, через что ему пришлось пройти. Здесь Эминем наконец обнаруживает, что способен оценить свой великий дар, доставшийся ему дорогой ценой». Роман Купер из HipHopDX похвалил песню за «отличную работу по передаче злых рифм Эминема». Райан Бассил из Vice назвал композицию «идеальным завершением альбома, в котором автор одновременно осознаёт себя, но при этом остаётся дерзким и комедийно-умным». Мелинда Ньюман из HitFix поставила треку оценку «B—», сказав, что «Эминем очень близко подходит к песням о самоутверждении».
Джош Вайнер из газеты The Tufts Daily заявил: «Всегда известный своим талантом рассказчика, Эминем показывает слушателям, из какого теста он сделан, такими песнями, как интроспективный „Legacy“». Мэтт Шинсеки из Campus Times сказал, что «такие песни, как „Stronger Than I Was“ и „Legacy“ являются глубокими размышлениями о том, как далеко Эминем ушёл от своего трудного детства в 8 миле. Тексты в этих треках напоминают некоторые его ранние работы и утешают давних поклонников, которые беспокоятся, что Эминем может забыть свои корни». Джей Соул из RapReviews сказал, что «никто не может поместить себя в мозг подвергающихся травле школьников, как Маршалл Брюс Мэтерс III, и „Legacy“ выглядит почти как аудио-версия клипа на „No Love“». Стивен Дьюснер из Paste назвал «Legacy» «кажется, самым непонятным гимном против буллинга, который только можно вообразить, по крайней мере до тех пор, пока вы не поймёте, что песня о том, как вы не должны травить Эминема».
Кристофер Р. Вайнгартен из Spin сравнил «Legacy» с предыдущим более поп-ориентированным альбомом исполнителя, Recovery, и посчитал, что композицию можно пропустить. Майк Дайвер из Clash заявил: «Его чутьё на великолепную мелодию и едкую игру слов всё ещё в силе, но оно постояноо перегружено слишком большим количеством шаблонных аранжировок, опирающихся на хук вокалисток», и назвал «Legacy» «элементарной напыщенной речью, уравновешенной милым вокалом Полины». В своей достаточно отрицательной рецензии на The Marshall Mathers LP 2 Крейг Дженкинс из Pitchfork сказал, что в «„Legacy“ используются всевозможные упражения по произношению, чтобы Эминем мог заканчивать каждую строчку одними и теми же рифмующимися слогами, и бессистемное расположение предложений посередине строк создаёт поток, который кажется перегруженным и натужным, даже когда он играет Франкенштейна с обычным выбором слов и шаблонами рифмовки».

## Участники записи
Запись
- Записано в Effigy Studios в Ферндейле, Мичиган.

Участники записи
- Эминем — вокал, микширование, автор песни
- Полина Гудиева — вокал припева, автор песни
- Эмиль Хейни — продюсирование, автор песни
- Дэвид Брук — автор песни
- Майк Стрэйндж — запись, микширование
- Джо Стрэйндж — запись
- Тони Кампана — запись
- Луис Ресто — дополнительные клавишные

Авторы приведены согласно цифровому буклету альбома The Marshall Mathers LP 2.

## Чарты
| Чарт (2013)                              | Высшая позиция |
| ---------------------------------------- | -------------- |
| Франция (SNEP)                           | 163            |
| UK Singles (The Official Charts Company) | 199            |
| Великобритания (OCC UK Hip Hop/R&B)      | 24             |
| США (Billboard Bubbling Under Hot 100)   | 18             |
| США (Billboard Hot R&B/Hip-Hop Songs)    | 44             |

## Сертификации
| Регион                                                                      | Сертификация | Продажи |
| --------------------------------------------------------------------------- | ------------ | ------- |
| США (RIAA)                                                                  | Золотой      | 500 000 |
| Данные о продажах + прослушиваниях приведены только на основе сертификации. |              |         |